# James Morrison (fotbollsspelare)
James Clark Morrison, född 25 maj 1986, är en engelsk-skotsk före detta fotbollsspelare. Han representerade Skottlands landslag under sin karriär.

## Karriär
Den 29 oktober 2019 meddelade Morrison att han avslutade sin fotbollskarriär.